# Justh Zsigmond

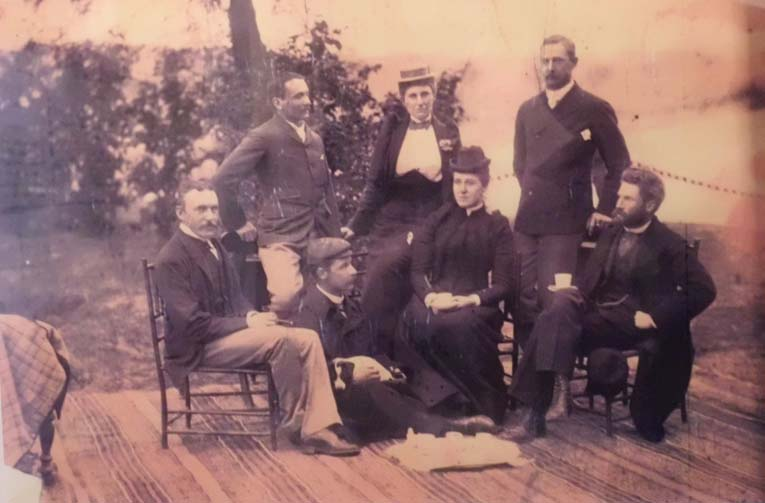
Justh Zsigmond (India, 1892.) jobb oldalon ülve

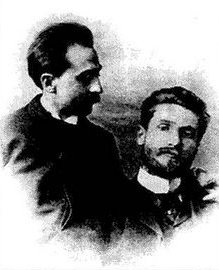
Justh Zsigmond Aggházy Károllyal

Neczpáli Justh Zsigmond (Pusztaszenttornya, 1863. február 16. – Cannes, Franciaország, 1894. október 9.), magyar író, drámaíró, saját színházának igazgatója, Justh Gyula fivére.

## Élete
A nemesi származású neczpáli Justh család sarja Turóc vármegyéből. Apja neczpáli Justh István (1821–1904), földbirtokos; anyja nemesbükki Pákozdy Matild (1831–1898) volt. Budapesten kezdte tanulmányait és külföldi főiskolákon: Kielben, Zürichben, Párizsban folytatta és fejezte be. Eleinte nemzetgazdasági tanulmányokra készült, de Taine-nek, a világhírű francia esztétikusnak tanácsára a szépirodalomnak szentelte magát.
Jelentékeny talentuma Párizs nagyvilági légkörében, a francia szépirodalmi áramlatok közvetlen hatása alatt fejlődött; általában kiterjedt baráti összeköttetései voltak a francia politikai, társadalmi, irodalmi és művészeti világ kitűnőségeivel; négy telet töltött Párizsban, ahol a szalonok kedvelt látogatója volt, és szenttornyai kastélyában gyakran látta ő is vendégül a hazai és külföldi szellemi élet számos nevezetes alakját.

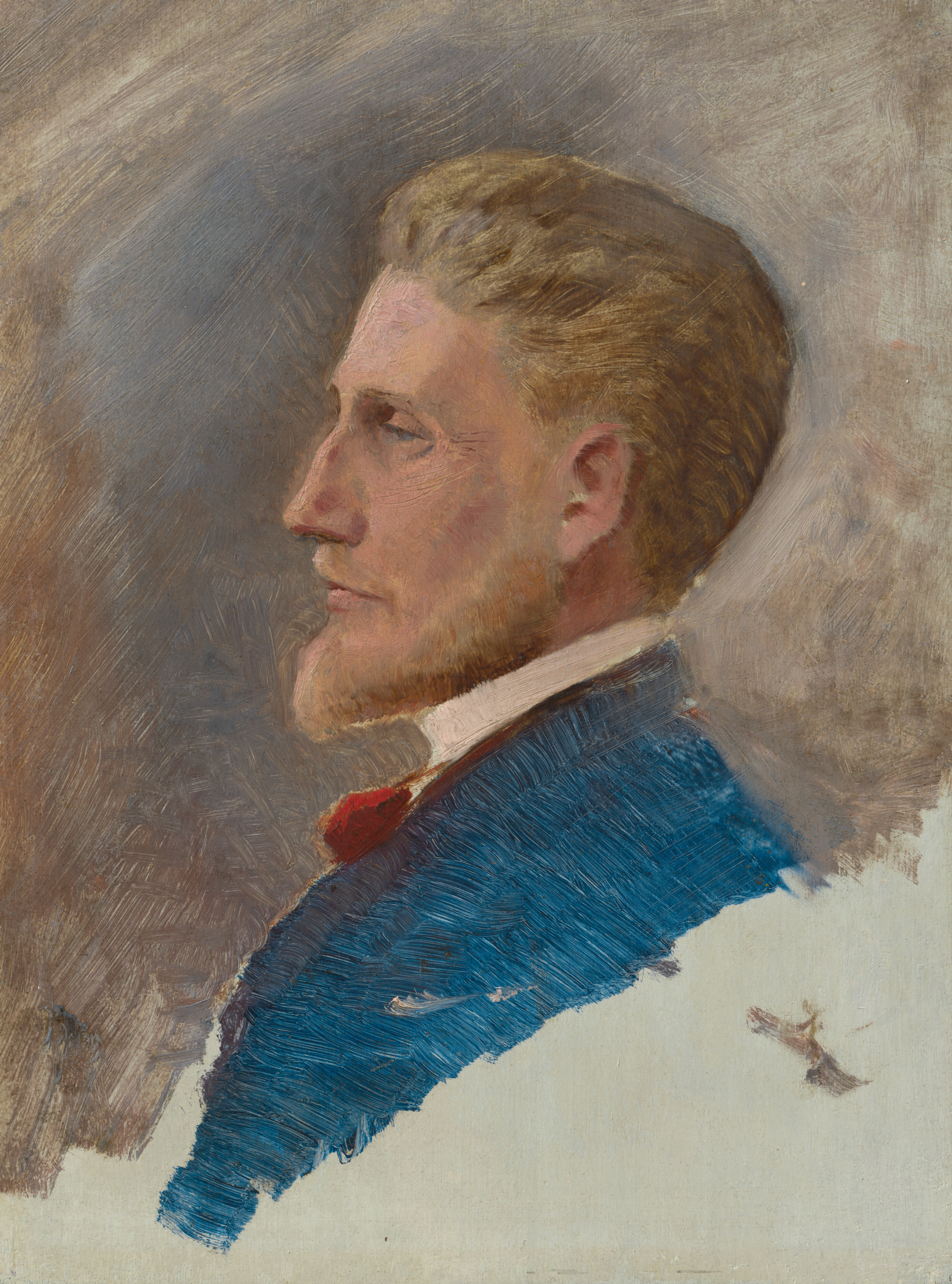
Mednyánszky László festménye

Első művei (Ádám [1885], Káprázatok [Budapest, 1887],  Művész-szerelem [Budapest, 1888], Páris elemei [Budapest, 1889]) némiképp egyénisége rovására éreztetik a nyugati, különösen a naturalisztikus hatást. Elemző erejével nemsokára az alföldi népélet felé fordult, melynek mai sajátos életét és tipikus alakjait nagy szeretettel rajzolta, így a gányót, a nazarénust stb.
A puszta könyve (Budapest, 1891), a Gányó Julcsa (Budapest, 1893) és a Delelő (Budapest, 1895) sok eredeti impresszióval alkotott irodalmi életképek, Justh legjelesebb művei; tárgyuk népies, de tárgyalásuk nem naiv, hanem modern, analizáló, s érdeme, hogy a paraszt-társadalom erkölcsi oldalával és mélyebb kérdéseivel foglalkozik.
Tervezett egy 14 regényből álló regényciklust A kiválás genezise címmel, melybe filozófiáját kívánta belefoglalni. Ennek volt az első három része a magyar arisztokráciát lefeső (1.) Pénz legendája, a (2.) Gányó Julcsa és élete utolsó regénye, a (3.) Fuimus (Budapest 1894).
Tüdőbaja, mely ellen hol Olaszországban, hol Indiában, hol a francia Riviérán keresett menedéket, megölte; Szentetornyán temették el. Halálának 100. évfordulóján hamvait feltárták, és a lepusztult majorból átszállították a közeli gádorosi temetőbe. Itt helyezték ismét örök nyugalomra.
Korai halála irodalmunkat egy nemes és finom és még fejlődésben levő szellemtől fosztotta meg, melyben azonban több volt az észlelő és elemző képesség, mint a művészi alkotó erő.

## Aszent-tornyai parasztszínház
Érdekes és nem sikertelen kísérlete volt, hogy birtokán parasztszínházat állított fel, melyben a néppel magyar népszínműveket, továbbá klasszikus drámákat, Shakespeare- és Molière-darabokat adatott elő; a betanítást maga vezette.
- Első előadás: 1892.
- Utolsó előadás: 1894. augusztus 25. (Plautus: Fecsegők)

## Emlékezete

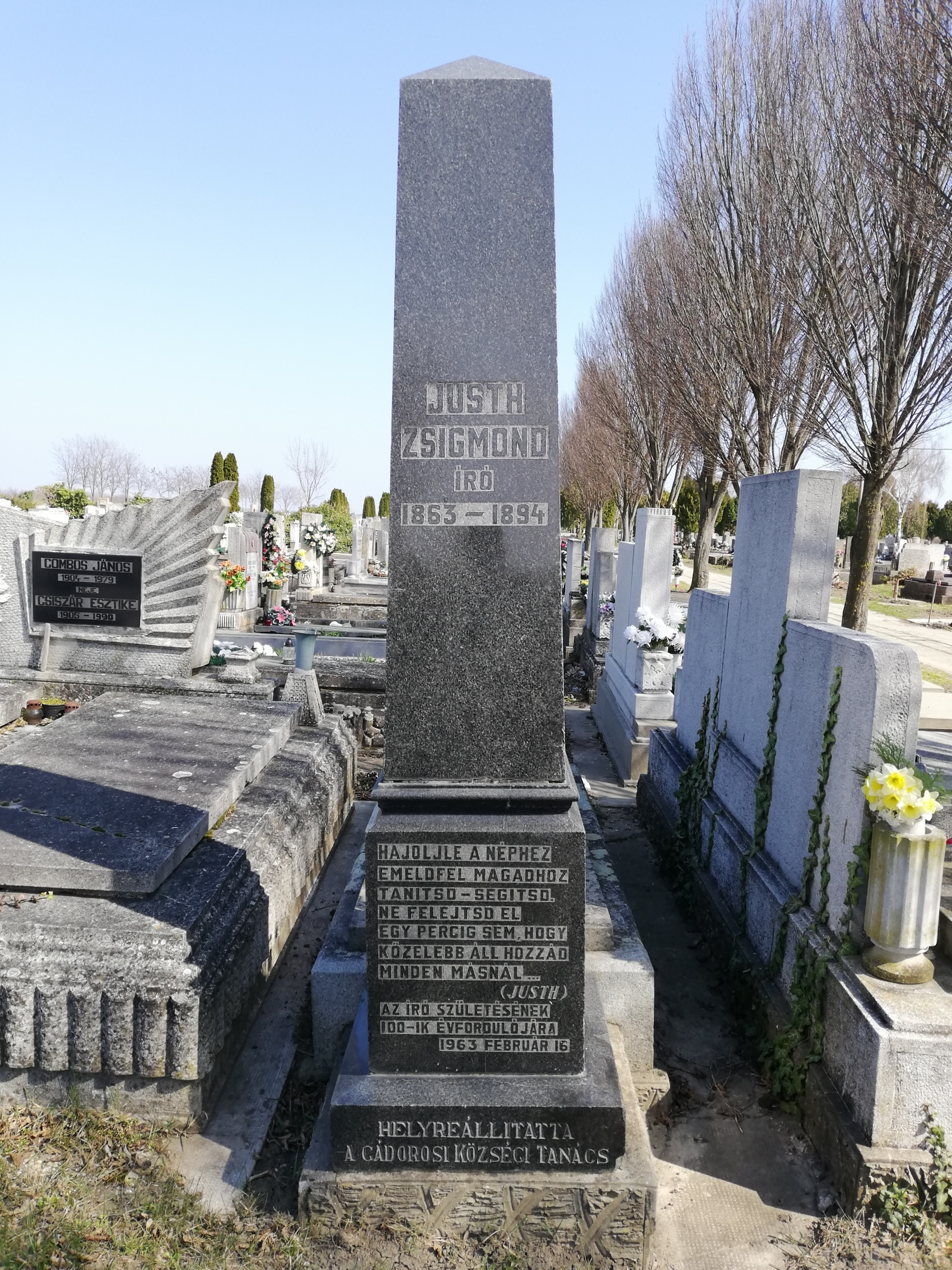
Sírja a gádorosi temetőben

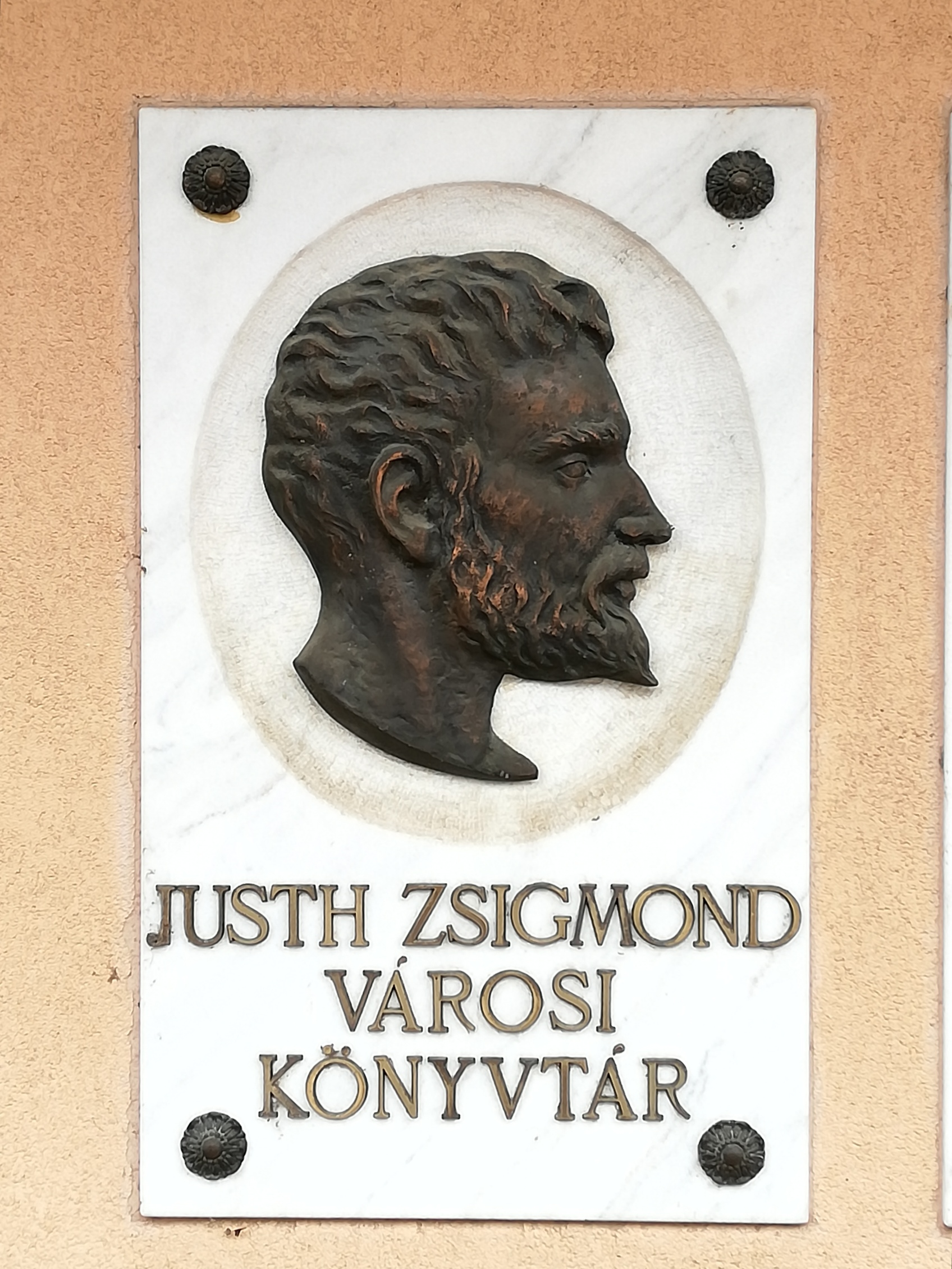
Orosházi bronz portréja

Nevét ma vasútmegálló őrzi: a Kiskunfélegyháza–Szentes–Orosháza-vasútvonalon Gádoros és Szentetornya között található a Justhmajor megállóhely.
Szentetornyán utca viseli nevét.
Gádoroson róla nevezték el a Justh Zsigmond Művelődési Ház és Könyvtárat, melyben emlékkiállítása és mellszobra is megtalálható, valamint egy utca viseli nevét.
Nagyszénáson utcát neveztek el róla. Érdekesség, hogy nevét elírták, ezért a mai napig Juszt Zsigmond utcaként van bejegyezve.
Orosháza városa a Justh Zsigmond Városi Könyvtárat nevezte el róla.

## Művei

### Saját kiadatásai
- Káprázatok; Pallas, Bp., 1887
- Művész szerelem; Pallas, Bp., 1888
- Páris elemei; Révai, Bp., 1889
- A puszta könyve; Singer-Wolfner, Bp., 1892
- A kiválás genezise. Tanulmányok / Gányó Julcsa; Singer-Wolfner, 1893–1894

### Fordítások/posztumusz kiadások
- Le livre de la pousta (Sigismond de Justh névvel) franciára ford. Guillaume Vautier; Ollendorff, Paris, 1892
- Nazarénsti; csehre ford. Gustav Narcis Mayerhoffer; Simácek, Praha, 1896
- Delelő és egyéb elbeszélések; Athenaeum, Bp., 1895
- Rózsa Miklós: A hit. Népszínmű; Justh Zsigmond Gányó Julcsa novellája alapján; Lampel, Bp., 1902 (Fővárosi színházak műsora)
- A pénz legendája; Franklin, Bp., 1905 (Magyar regényírók képes kiadása) (MEK)
- Fuimus. Regény; Franklin, Bp., 1906 (Magyar regényírók képes kiadása) (MEK)
- Ádám. Regény; sajtó alá rend. Kozocsa Sándor; Athenaeum, Bp., 1941 (Athenaeum olvasótára)
- Justh Zsigmond naplója; sajtó alá rend., bev., jegyz. Halász Gábor; Athenaeum, Bp., 1941
- Fuimus. Regény; sajtó alá rend., bev. Benkő László; Szépirodalmi, Bp., 1957
- A kiválás genezise; sajtó alá rend. Szalontay Mihály, utószó Diószegi András; Szépirodalmi, Bp., 1969 (Magyar elbeszélők)
- Justh Zsigmond naplója és levelei; vál., jegyz., sajtó alá rend. Kozocsa Sándor, idegen szövegek ford. Zsámboky Zoltán, utószó Kozocsa Sándor; Szépirodalmi, Bp., 1977 (Műhely)
- A pénz legendája és más kisregények; szöveg átdolg., utószó Gángó Gábor; Unikornis, Bp., 2000 (A magyar próza klasszikusai)
- Justh Zsigmond válogatott művei. Szerzői kötetek; sajtó alá rend., jegyz. Kiczenko Judit és Kardeván Lapis Gergely, Műkedvelők c. regény ford. Nagy Judit; Ráció, Bp., 2013 (Kötelező ritkaságok)
- Az utazás filozófiája. Útirajzok, novellák; Kortárs–OSZK, Bp., 2013

## Szakirodalom
- Richard Harding Davis: Geschichte ohne Ende. Und andere Novellen von Matschet, Sigismund Justh; Deutsche Verlags-Anstalt, Stuttgart–Leipzig, 1894 (Bibliothek der fremden Zungen)
- Gálos Magda: Sigismond Justh et Paris. Contributions à l'historie des relations littéraires franco-hongroises dans la deuxième moitié du XIXe siècle; Sárkány, Bp., 1933 (Specimina dissertationum Facultatis Philosophicae Regiae Hungaricae Universitatis Elisabethinae Quinqueecclesiensis)
- Bertha Zoltán: Justh Zsigmond; Bokor, Bp., 1941
- Kiss Gizella: Justh Zsigmond; Nagy S. Ny., Bp., 1942
- Benkő László: Justh Zsigmond. 1863–1894; szerzői, Bp., 1957
- Elek László: Justh Zsigmond; Békés megyei Tanács, Gyula, 1964
- Pór Péter: Konzervatív reformtörekvések a századforduló irodalmában. Justh Zsigmond és Czóbel Minka népiessége; Akadémiai, Bp., 1971 (Irodalomtörténeti füzetek)
- Justh Zsigmond parasztszínháza; vál., sajtó alá rend. Beck Zoltán; s.n., Békéscsaba, 1973 (Bibliotheca Bekesiensis)
- Vitányi Borbála: Justh Zsigmond írói névadása; ELTE, Bp., 1984 (Magyar névtani dolgozatok)
- Gálos Magda: Justh Zsigmond művelődéspolitikai törekvései; Új Aurora, Békéscsaba, 1988 (Új Aurora kiskönyvtár)
- Elek László: Három jubileum; "A hónap" Szerkesztősége–Táncsics Diák-Pedagógus Egyesület, Orosháza, 1991 (A hónap könyvei)
- Justh Zsigmond nyomában; szerk. Pongó Bertalan; Önkormányzat, Gádoros, 2000 (Gádorosi füzetek)